# Misses por la paz
Misses por la Paz (en inglés: Misses for peace o Misses4peace) es una iniciativa de un grupo de reinas de belleza para promover la paz para Venezuela a raíz de los hechos violentos que se producen a partir de febrero de 2014 en este país. La creadora de esta iniciativa es Angélika Hernández, representante del estado Trujillo en el Miss Venezuela 2005 y que actualmente reside en Ciudad de Panamá, Panama, en colaboración de Mariela Centeno Manager y Agente de infinidades de Reinas de Belleza 
Una de las principales metas de esta iniciativa es dar a conocer el conflicto en el país y llamar la atención sobre la muerte de dos exreinas venezolanas, Mónica Spear, Miss Venezuela 2004 y cuarta finalista del Miss Universo 2005 y Génesis Carmona, Miss Turismo Carabobo 2013.  
Algunas de las reinas venezolanas que participan en esta campaña son: Maritza Sayalero (Miss Universo 1979), Bárbara Palacios (Miss Universo 1986), Pilín León (Miss Mundo 1981), María Gabriela "Molly" Isler (Miss Universo 2013), Migbelis Castellanos (Miss Venezuela Universo 2013), Catherine Fulop (finalista del Miss Venezuela 1986), Veruzhka Ramírez (Miss Venezuela 1997), Ly Jonaitis (Miss Venezuela 2006), Adelaida Pifano (Miss Lara 1995), Mery De Los Ríos, Jennifer Schell (Miss Lara 2005), Yukency Sapucki (Miss Amazonas 1986), Angie Pérez (Miss Barinas 1998 y Miss Italia Latina en Miss América Latina 2005), Annie Fuenmayor (Miss Supranational Vzla 2013), Andrea Gómez (Miss Venezuela International 2004), Vanessa Peretti (Miss Venezuela Internacional 2006), Andy Caballero (Miss Turismo Intercontinental Vzla 2003), Carmen Izarra (Miss Turismo Venezuela 2006), Diamilex Alexander (Miss World Bikini 2009) y aproximadamente 300 misses más que se hicieron eco de esta campaña cuya manifestación principal se da a través de fotos con mensajes por la paz en las redes sociales.
A las misses venezolanas se unieron reinas de belleza de otros países como Lupita Jones (Miss Universo 1991), Alyssa Campanella (Miss Usa 2011), Maritza Saco (Miss Turismo Perú 2011), Marcelina Zawadzka (Miss Polonia 2011) y Juliana Sampaio (Virreina Hispanoamericana 2012).